# Dusona obliterata
Dusona obliterata är en stekelart som först beskrevs av Holmgren 1872.  Dusona obliterata ingår i släktet Dusona och familjen brokparasitsteklar. Arten är reproducerande i Sverige. Inga underarter finns listade i Catalogue of Life.